# Black Day
Black Day (tiếng Hàn: 블랙데이, Ngày Đen) là ngày lễ không chính thức dành cho người độc thân ở Hàn Quốc, nhằm ngày 14 tháng 04 mỗi năm. Ngày này có liên quan đến ngày valentine và White Day như là các ngày lễ vào ngày 14.

## Tại Hàn Quốc
Tại Hàn Quốc, ngày Valentine và ngày White Day đều tổ chức như dịp để tặng quà cho các giới khác. Ngày Valentine được tổ chức vào ngày 14 tháng 2, khi phụ nữ mua quà tặng người đàn ông (thường là chocolate). White Day được tổ chức vào ngày 14 tháng 3, khi người đàn ông mua những món quà để tặng lại phụ nữ, cũng thường là sô cô la, để đáp lại những món quà đã nhận được vào tháng trước. Khi cả hai lần rơi vào ngày 14, ngày lễ khác được tạo ra bởi chính phủ của Hàn Quốc cho tất cả các tháng khác tiếp tục xu hướng này, cũng được cho là các nhà tiếp thị kinh doanh đã tạo ra ngày lễ này.
Vào ngày này, những người độc thân đã không nhận được quà vào cả hai ngày trước thường "tỏ ra thương xót" bằng cách mặc quần áo màu đen  và dùng thực phẩm màu đen, đặc biệt là mì Jajangmyeon. Trong bữa ăn, họ thường "kể lể" về việc thiếu các mối quan hệ thân mật và quà tặng sô cô la.
Ngày này là mục tiêu của các doanh nghiệp, những người tổ chức các sự kiện khác nhau và quảng bá sản phẩm của mình, một chiến lược gọi là 'tiếp thị ngày lễ". Các sự kiện là rất phổ biến, và bao gồm các sự kiện mai mối như hẹn hò nhanh chóng, cuộc thi ăn Jajangmyeon, và giảm giá các mặt hàng.

## Tại Trung Quốc

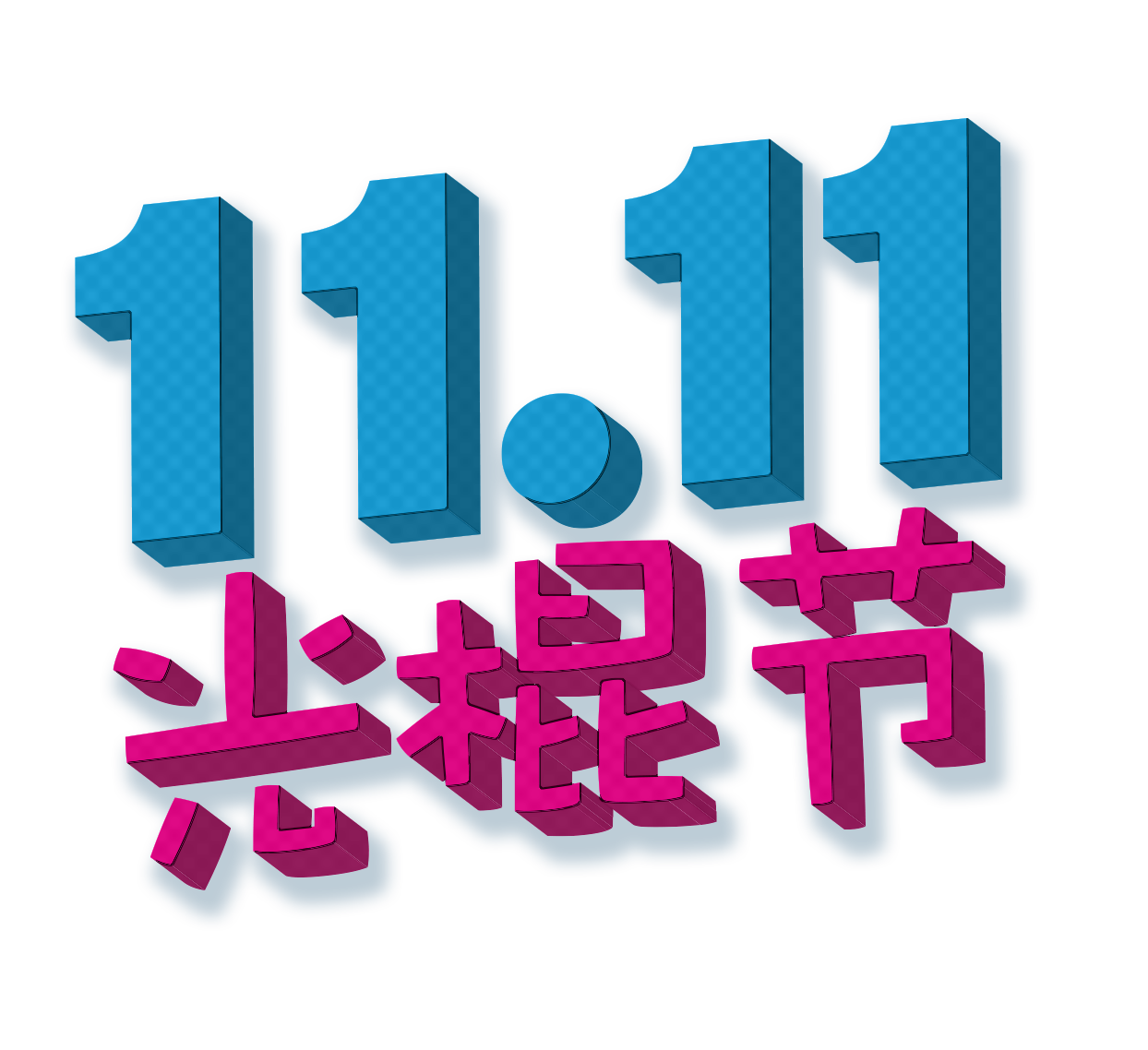
Ngày 11 tháng 11 lễ độc thân ở Trung Quốc

Tại Trung Quốc, ngày hội độc thân hoặc Quang côn tiết (tiếng Trung: 光棍节; bính âm: Guānggùn Jié; Wade–Giles: Kuang-kun chieh, Hán Việt: Quang côn tiết, nghĩa đen là: Ngày hội vinh danh cây gậy) là một ngày cho những người độc thân, được tổ chức vào ngày 11 tháng 11 (11 / 11). Ngày được chọn là sự kết nối giữa các số '1' đơn lẻ, cũng nhìn giống như những cây gậy. Kỳ lễ không chính thức này ban đầu được tổ chức tại các trường đại học khác nhau ở Nam Kinh trong những năm 1990, và có nguồn gốc từ Đại học Nam Kinh vào năm 1993, và dần trở nên phổ biến trong giới trẻ Trung Quốc. Một phần cũng là do sự phát triển của mạng toàn cầu (Internet) và sự lây lan qua các cộng đồng mạng xã hội, blog và các diễn đàn thảo luận, giới trẻ Trung Quốc cần có những ngày hội của riêng họ với một ít "dí dỏm, khùng điên" và mang tính vật chất và hiện đại hơn, một phần là do chính sách một con của nhà nước Trung Quốc tạo ra tình trạng thừa trai thiếu gái và nhiều người độc thân.
Trong ngày, người độc thân trẻ tổ chức các buổi tiệc và Karaoke để gặp gỡ bạn bè mới và qua đó thử vận may của mình cho những mối quan hệ mới. Nó đã trở thành ngày mua sắm trực tuyến lớn nhất thế giới, với doanh số bán hàng tại các trang web Alibaba của Tmall và Taobao ở 5,8 tỷ USD trong năm 2013 và 9,3 tỉ $ USD trong năm 2014. Họ cũng thường ăn quẩy và bánh bao vào ngày này, thường là 4 quẩy (tượng trưng 4 số 1) và 1 bánh bao nhỏ (tượng trưng dấu chấm giữa 11.11). Ngày 11 tháng 11 năm 2011 (với 6 số 1: 11/11/11) lại là ngày có nhiều lễ cưới diễn ra tại Trung Quốc và Hồng Kông.
Thuật ngữ "双十一" (Hán Việt: Song thập nhất, có nghĩa là "hai số 11") đã được đăng ký thương hiệu tại Trung Quốc bởi tập đoàn Alibaba Group từ ngày 28 tháng 12 năm 2012. Trong tháng 10 năm 2014, Alibaba đã đe dọa có hành động pháp lý chống lại các hãng truyền thông chấp nhận quảng cáo từ các đối thủ cạnh tranh sử dụng thuật ngữ này.